# 桑原由気
桑原 由気（くわはら ゆうき、1991年6月24日 - ）は、日本の女性声優。長崎県佐世保市出身。マウスプロモーション所属。
旭プロダクションプロデュースによる声優ユニット「あいまいみーまいん」のメンバーであった。
代表作に『小林さんちのメイドラゴン』（トール）などがある。

## 略歴
専門学校在籍中の2010年、AGC38のオーディションに合格し活動をスタート、当初の活動名義はゆうき。2012年に専門学校東京アナウンス学院放送声優科を卒業し、マウスプロモーション附属俳優養成所に27期生として入所する。専門学校に入学する前は図書館で滑舌の本や声優の本を使ったり、朴璐美のワークショップに参加したりして独学で勉強していた。
2013年のテレビアニメ『フリージング ヴァイブレーション』が初レギュラー作品である。2014年、マウスプロモーション所属となった。

## 人物
- 自分の声がコンプレックスだったが、学校の授業で先生に音読を褒めてもらい、アニメの『NARUTO -ナルト-』や沢城みゆきの芝居に影響を受けて声優を目指すようになった[15][16]。
- 高校時代は成績がトップクラスであったため、担任の教師からは一流大学に進む事を強く勧められ、声優を目指す意向を明かした際は猛反対されたという。その一方で両親からは声優を目指す事を特に反対はされなかったのだが、桑原が地元の養成所に通いたいと父親に語った際に「声優の仕事は東京でやるものではないか？」と背中を押され高校卒業後に東京に行くことになった。その際は東京の大学に通う友人と二人暮らしをしていた。
- 趣味・特技は茶道・お笑い。お笑いにおいては高校時代にお笑いライブにてコントをやった経験があり、芸人のサインを集める手帳を作ったり、芸人が店主を務めるラーメン屋に行くほどの趣味としている[14][17]。また、芸人のNON STYLE、中川家、トータルテンボス、佐久間一行、サンシャイン池崎などが好きである[18][19]。自らのおすすめ芸人を集めたライブ「桑原由気寄席」を、定期的に吉本興業の劇場で企画している。また、芸人のラジオも好きでTOKYO FM『SCHOOL OF LOCK!』、TBSラジオ『JUNK』、ニッポン放送『オールナイトニッポン』などを聴取している[20]。
- 好きな歌手はRADWIMPS、Galileo Galilei、MAN WITH A MISSION[19]。
- 『NARUTO -ナルト-』などの『週刊少年ジャンプ』作品が好き[14]。また、恋に落ちたキャラクターに『NARUTO -ナルト-』のうちはサスケを挙げている[16]。
- 憧れの声優には、沢城みゆきを挙げている[14][16]。
- 自分を一言で表すと、「小さいおじさん」だと語っている[16]。
- 今までにいなかった、そしてこれからも現れないような声優を目指したいとしている[16]。
- 事務所の同期には高野麻里佳、高井舞香、水間友美がいる[21]。
- 声優の小野早稀[22]、本渡楓、漫画家の佃煮のりおと仲が良い。
- 一人っ子である旨を自身のTwitterアカウントでツイートしている[23]。

## 出演
太字はメインキャラクター。

### テレビアニメ
2013年
- はいたい七葉（エレキング）
- アイカツ!（2013年 - 2015年、兒玉杏奈、女の子）
- フリージング ヴァイブレーション（ラトル）

2014年
- 少年ハリウッド -HOLLY STAGE FOR 49-（女性店員）
- ジョジョの奇妙な冒険（2014年 - 2016年、笑う花B、見舞い女子A、女子生徒A、女子生徒C） - 2シリーズ
- ひめゴト（有川ひめ）

2015年
- 俺がお嬢様学校に「庶民サンプル」としてゲッツされた件（汐留白亜）
- 温泉幼精ハコネちゃん（ミヤ）
- 機動戦士ガンダム 鉄血のオルフェンズ（2015年 - 2017年、クッキー・グリフォン） - 2シリーズ
- NARUTO -ナルト- 疾風伝（コミチ）
- ビキニ・ウォリアーズ（子供A、女の人）
- ミカグラ学園組曲（女子）
- 名探偵コナン（2015年 - 2023年、女性店員、女性）
- ゆるゆり さん☆ハイ!（女子生徒）
- 落第騎士の英雄譚（黒鉄家使用人）
- 六花の勇者（村人達）

2016年
- Re:ゼロから始める異世界生活（2016年 - 2020年、メイーナ） - 2シリーズ / 2020年に第1期新編集版が放送
- アイカツスターズ!（2016年 - 2018年、青山ちはる、皆場セシル、ミスロマンス、青山ナホ、ココ、宮小路たまき 他）
- 学戦都市アスタリスク（女の子B）
- 灼熱の卓球娘（出雲ほくと）
- 12歳。〜ちっちゃなムネのトキメキ〜（塾の生徒）
- ディバインゲート（ガウェイン、女生徒、エリザベート）
- ドラえもん（テレビ朝日版第2期）（2016年 - 2020年、女の子1、少女B、女児、少女、参子、女子高生B）
- TRICKSTER -江戸川乱歩「少年探偵団」より-（春風桜、夏川沙也加、依頼主）
- ハイスクール・フリート（岸間）
- 魔法少女?なりあ☆がーるず（いなほ）

2017年
- 小林さんちのメイドラゴン（2017年 - 2021年、トール） - 2シリーズ
- クズの本懐（通りがかりの女）
- sin 七つの大罪（新婚妻）
- セントールの悩み（獄楽希）
- 異世界はスマートフォンとともに。（シャルロッテ）
- てーきゅう（軽音部A、天王洲アイル）
- ゲーマーズ!（星ノ守心春）
- 18if（リナ）
- このはな綺譚（姉）

2018年
- クラシカロイド（牛子）
- クレヨンしんちゃん（2018年 - 2021年、アイドル、園児、ニュース女子アナ、女の子、ハルカ）
- こみっくがーるず（女性、店員、原稿のキャラ）
- 宇宙戦艦ティラミス（スバル〈幼少期〉）
- LOST SONG（リン〈幼少期〉）
- キャプテン翼（第4作）（2018年 - 2024年、青葉弥生、日向勝） - 2シリーズ
- Back Street Girls -ゴクドルズ-（ボンジョルノ娘：ひゆゆ）
- アイカツフレンズ!（2018年 - 2019年、白百合かぐや） - 2シリーズ
- ISLAND
- ユリシーズ ジャンヌ・ダルクと錬金の騎士（バタール）
- メルクストーリア -無気力少年と瓶の中の少女-（ティティ）
- ベルゼブブ嬢のお気に召すまま。（アスタロト〈少年〉）

2019年
- ぼくたちは勉強ができない（ヒムラ） - 2シリーズ
- うちの娘の為ならば、俺はもしかしたら魔王も倒せるかもしれない。（クロエ）
- ありふれた職業で世界最強（2019年 - 2025年、ユエ） - 3シリーズ
- BORUTO-ボルト- NARUTO NEXT GENERATIONS（イサゴ）
- 鬼滅の刃（2019年 - 2024年、高田なほ） - 4シリーズ
- 超人高校生たちは異世界でも余裕で生き抜くようです!（リルル）
- アズールレーン（2019年 - 2020年、時雨）
- アイカツオンパレード!（2019年 - 2020年、白百合かぐや）
- 天華百剣 〜めいじ館へようこそ!〜（加州清光）

2020年
- 異種族レビュアーズ（ルーメン）
- ＜Infinite Dendrogram＞-インフィニット・デンドログラム-（ジュリエット）
- ド級編隊エグゼロス（天空寺宙）
- 神達に拾われた男（2020年 - 2023年、エリアリア・ジャミール） - 2シリーズ
- 神様になった日（成神空）
- ご注文はうさぎですか? BLOOM（あんず）
- ラブライブ!虹ヶ咲学園スクールアイドル同好会（2020年 - 2022年、今日子） - 2シリーズ

2021年
- アイカツプラネット!（参加者）
- ドラゴン、家を買う。（コロボックルB）
- 精霊幻想記（2021年 - 2024年、アイシア） - 2シリーズ
- ビルディバイド（2021年 - 2022年、空木アズマ） - 2シリーズ

2022年
- リアデイルの大地にて（守護者）
- 乙女ゲー世界はモブに厳しい世界です（取り巻き）

2023年
- ワールドダイスター（工藤花）
- アリス・ギア・アイギス Expansion（お母さんA）
- 転生貴族の異世界冒険録〜自重を知らない神々の使徒〜（レティア）
- レベル1だけどユニークスキルで最強です（マーガレット姫）
- ライアー・ライアー（ナナちゃん先生）
- シャドウバースF（ヒナの母）
- 魔王学院の不適合者 II 〜史上最強の魔王の始祖、転生して子孫たちの学校へ通う〜（ネオン・アーメルカ）
- 東京リベンジャーズ（山本タクヤ〈小学生〉）

2024年
- シンカリオン チェンジ ザ ワールド（海風スズ）
- さようなら竜生、こんにちは人生（ミウ）

2025年
- 悪役令嬢転生おじさん（フランセット・メルキュール）
- かくして!マキナさん!!（妹兄ミミカ）

### 劇場アニメ
2010年代
- 陽なたのアオシグレ（2013年、生徒たち）
- BAYONETTA Bloody Fate（2013年）
- THE LAST -NARUTO THE MOVIE-（2014年、うずまきヒマワリ）
- 劇場版アイカツスターズ!（2016年、宮小路たまき）
- planetarian 〜星の人〜（2016年、エレミヤ）

2020年代
- Tokyo 7th シスターズ -僕らは青空になる-（2021年、晴海シンジュ）
- 機動戦士ガンダム ククルス・ドアンの島（2022年、マルコ、ルぺ）
- 小林さんちのメイドラゴン さみしがりやの竜（2025年、トール）

### OVA
2010年代
- 食戟のソーマ タクミの下町合戦（2016年、フミコ） - コミックス第18巻DVD付き限定版
- 小林さんちのメイドラゴン （2017年、トール） - 小林さんちの○○ドラゴン、TV未放送エピソード第14話
- Re:ゼロから始める異世界生活 Memory Snow（2018年、メイーナ）
- ありふれた職業で世界最強（2019年 - 2022年、ユエ） - 2シリーズ

2020年代
- ド級編隊エグゼロス（2020年 - 2021年、天空寺宙） - コミックス第11・12巻巻アニメBD同梱版
- 弱キャラ友崎くん（2021年、佳奈） - BD / DVD第4巻特典
- 小林さんちのメイドラゴンS（2022年、トール） - 番外編
- ありふれた職業で世界最強 幻の冒険と奇跡の邂逅（2022年、ユエ） - 小説第13巻特装版

### Webアニメ
2010年代
- モンスターストライク（2015年、女友達B）
- BROTHERHOOD FINAL FANTASY XV（2016年、生徒）
- ROBOT TOWN SAGAMI 2028（2016年、陽菜）
- マウスどうぶつえん（2016年 - 、ハリネズミのゆうき）
- いつか会えるキミに（2018年、バトラー）

2020年代
- マウスどうぶつえん名作劇場（2020年、ハリネズミのゆうき）
- ミニドラ（2021年、トール）
- エデン（2021年、チューリヒ）
- セリア先生のわくわくまじかる教室（2021年、アイシア）
- セリア先生のどきどきインタビュールーム（2024年、アイシア）
- リーゼロッテのわくわくまじかる商会（2024年、アイシア）

### ゲーム
2012年
- ココロベア

2013年
- クロストライブ（高天原祈）
- 嫁コレ（ミウ・クロウフォード）

2014年
- 白猫プロジェクト（チャンクス・ガリレイ、タビィ・クルイーサ）
- Tokyo 7th シスターズ（晴海シンジュ）
- 御城プロジェクト（福岡城、水口城、三木城、三崎城）
- ヒーローズプレイスメント（豊田熱子、白川ぷらね、足利まゆ、仙臺いろは、西郷クヌギ、黒坂蛍火 他）

2015年
- アイカツ! My No.1 Stage!（兒玉杏奈）
- 家電少女（アイリ、かおる、ネイリー）
- 境界の黒翼 アサルトレイヴン（シライ・アヤカ、シバサキ・カンナ）
- 車なごコレクション（ポルテ、スペイド、アルト、キャロル）
- 源氏恋絵巻（光の宮）
- シューティングガール（イングラムM10）
- 絶対迎撃ウォーズ（アシュリー）
- Diss World（レイニー）
- なないろランガールズ（花山院飛鳥）
- ヴァリアントナイツ（アイナ＝ティトル）
- ファイアーエムブレムif（エルフィ、オフェリア）
- 見習い魔女とモコモコフレンズ（シズク）
- メイプルストーリー ブラックヘヴン（リフィー）
- モン娘☆は〜れむ（テレシス、メルリン、ディシアン）

2016年
- アカシックリコード（御崎折鶴）
- AKIBA'S BEAT（鈴森モエ）
- アドヴェントガール（趙雲）
- 円環のパンデミカ code -S-（輿野アオイ）
- エンドライド -X fragments-（コメット）
- 御城プロジェクト:RE（福岡城、水口城、三木城、三崎城）
- クイズRPG 魔法使いと黒猫のウィズ（2016年 - 2021年、ハローラ･タクト、メルテール・ニセ）
- グリムノーツ（倉餅餡子、ブルー、チェシャ猫）
- 消滅都市2（マリー・アントワネット、マリー）
- ストリートファイターV（メル、お庭番A〈雛菊〉、ラシードの友人）
- スクール・オブ・セイヴァーズ〜聖剣使いの禁呪詠唱 ONLINE〜（癒野いのり）
- タワー オブ プリンセス（エーディト）
- ディバインゲート（ガウェイン）
- ドラゴンハンターCOOP（スペシャルボイス9）
- ドラマチックRPG 神つり（ナギ）
- ルフランの地下迷宮と魔女ノ旅団（マリエッタ）
- ルベルベッツォ（ルルベル）

2017年
- League of Angels II - リーグオブエンジェルズ2（ミランダ、アリス、ラミア）
- フィリスのアトリエ 〜不思議な旅の錬金術士〜（シャノン） - DLC追加キャラクター
- ファイアーエムブレム ヒーローズ（2017年 - 2023年、エルフィ、オフェリア、ヒルダ）
- 天空のクラフトフリート（ハル）
- あくしず戦姫 〜戦場を駆ける乙女たち〜（モラーヌ・ソルニエ MS.406、UH-60J）
- 天華百剣 -斬-（加州清光）
- 妖怪百姫たん!（一寸法師）
- 神式一閃 カムライトライブ（ホノハ）
- アズールレーン（2017年 - 2023年、ネルソン、時雨）
- 俺達の世界わ終っている。（那比みやび）
- パシャ★モン（女性主人公）
- きららファンタジア（2017年 - 2022年、コルク）
- レイヤードストーリーズ ゼロ（舞倉千穂、アルウィーン、魔神操機JNN）

2018年
- 装甲娘（マエダ カツラ、クルミサワ アイ、ツルサキ ヒメカ、ベニヤ スバル）
- あなたの四騎姫教導譚（アルパナ）
- 鬼斬（小野小町）
- キングスレイド（アルテミア、ユノ）
- CARAVAN STORIES（マリオン）
- テリアサーガ（ディアンテ）
- Death end re;Quest（リリィ・ホープス）
- グラフィティスマッシュ（アザレア、）
- 世界樹の迷宮X
- 温泉むすめ ゆのはなこれくしょん（有馬楓花）
- 共闘ことばRPG コトダマン（ヤンでれヴィアタン）
- アトリエオンライン 〜ブレセイルの錬金術士〜（クフェア）
- 月煌－Luster－（新月）
- メリーガーランド（ティグレ）
- Ast Memoria -アストメモリア-（クリスタ・レイヨン）

2019年
- トリカゴ スクラップマーチ（わかば）
- JUDGEMENT 7 俺達の世界わ終っている。（那比みやび）
- 荒野のコトブキ飛行隊 大空のテイクオフガールズ!（ヘレン）
- ラストイデア（ロウェナ）
- キグルミキノコ Q-bit（黒猫森夜月）
- ファイアーエムブレム 風花雪月（ヒルダ＝ヴァレンティン＝ゴネリル）
- Fate/Grand Order（2019年 - 2023年、ガレス）
- CODE VEIN（エミリー・スー）
- 東方キャノンボール（紅美鈴）
- ワールドフリッパー（リーゼル、トリスタ）
- SDガンダム GGENERATION CROSSRAYS（マイキャラクターボイス〈女性17〉、一般兵ボイス〈女性兵士B〉）
- マギアレコード 魔法少女まどか☆マギカ外伝（三穂野せいら）
- メガミラクルフォース（リリィ・ホープス）

2020年
- World of Warships:Legends（ネルソン）
- Kick-Flight（ココ・グアムレール）
- Death end re;Quest2（リリィ・ホープス）
- 侍道外伝 KATANAKAMI（堂島七海）
- ブレイブソード×ブレイズソウル（2020年 - 2021年、モノホシザオ、グラーキの黙示録）
- 阿卡迪亞（瑟琳、薩拉）
- 装甲娘 ミゼレムクライシス（2020年 - 2021年、トリトーン、マッドロブスター、ジャンヌD）
- 徒花異譚（乙姫）
- エルダーアーク（リカリス・フィニティ）
- 放置少女〜百花繚乱の萌姫たち〜（西施）
- エースアーチャー（毘沙門天）
- キャプテン翼 RISE OF NEW CHAMPIONS（青葉弥生）
- プラチナ・トレイン（佐世保みどり）
- 女神降ろし（ヴェルザンディ）
- アークナイツ（シデロカ）
- ファンタジア・リビルド（理乃、星ノ守心春）
- 東方LostWord

2021年
- ひめがみ神楽（渾沌）
- ブラック・サージナイト（ホーネット）
- シノビマスター 閃乱カグラ NEW LINK（風切）
- 月姫 -A piece of blue glass moon-（琥珀）
- MELTY BLOOD: TYPE LUMINA（2021年 - 2022年、琥珀、ネコアルク）
- 鬼滅の刃 ヒノカミ血風譚（高田なほ）
- PUBGモバイル（キュートペンギン）
- うたわれるもの ロストフラグ（サナチタ）

2022年
- 白夜極光（トール）
- クラッシュフィーバー（ユエ）
- ヘブンバーンズレッド（2022年 - 2024年、石井色葉）
- 小林さんちのメイドラゴン 炸裂!!ちょろゴン☆ブレス（トール）
- ファイアーエムブレム無双 風花雪月（ヒルダ＝ヴァレンティン＝ゴネリル）
- 魔法科高校の劣等生 リローデッド・メモリ（高山陽菜）

2023年
- マブラヴ：ディメンションズ（リリア・シェルベリ）
- モンスターストライク（なほ）

2024年
- 東方スペルカーニバル（十六夜咲夜）
- ブラウンダスト2（使徒ブレイド）
- Death end re;Quest Code Z（山村百合紗 / リリィ・ホープス、ヤマムラ・リリス / グリッチ・リリィ）
- ロマンシング サガ2 リベンジオブザセブン（アンドロマケー、コッペリア）
- 魔女のふろーらいふ（ウニコルネ）
- エンバーストーリア（ウルファ）
- ホーリーアンデッド 〜非モテでぼっちの死霊術士が、聖女に転生してお友達を増やします〜（ネビュラ、ユナ）

2025年
- ファンタジーライフi グルグルの竜と時を盗む少女（レム）
- KANADE（みのり）

### ドラマCD
2017年
- ネコにはいぬを（友人女）
- 三角オペラ（みか）
- 温泉むすめ シリーズ（2017年 - 2020年、有馬楓花）
- 「機動戦士ガンダム 鉄血のオルフェンズ」EPISODE DRAMA 壱（クッキー・グリフォン）
- ファイアーエムブレム0 愛と絆のスペシャルトークCD（ニーヴ）

2018年
- 可愛ければ変態でも好きになってくれますか?（桐生瑞葉）
- 超人高校生たちは異世界でも余裕で生き抜くようです!（リルル） - 単行本第7巻ドラマCD付き限定特装版
- 精霊幻想記（2018年 - 2019年、アイシア） - 小説12・14巻ドラマCD付き特装版
- ありふれた職業で世界最強（ユエ） - 第8巻ドラマCD付き特装版

2020年
- 嫌な顔されながらおパンツ見せてもらいたい ドラマCD（柏山茉衣）

2021年
- ドラマCD「メイドラゴンたちの日常」（トール）
- りりくる はぁと ～LIly LYric cyCLE HEART～ vol.1（茜音もみじ）

2024年
- 恋した人は、妹の代わりに死んでくれと言った。（ロザリー）

### デジタルコミック
- ブレイブ フロンティア（2017年、アナスタシア[179][180]）
- 姉の親友、私の恋人。（2021年、菊[181]）
- 守れ!しゅごまる（2022年、鉄虎守護丸[182]）
- めしかたらん!?（2022年、百道テミー[183]）
- 天野さんは誰にでも優しい（2022年、天野さん[184]）

### オーディオドラマ
- 真・三国志妹（2018年、張飛（水城那波）[185]）
- ありふれた職業で世界最強 ボイスドラマ（2019年 - 2025年、ユエ） - 3シリーズ[一覧 15]
- 好きすぎるから彼女以上の、妹として愛してください。（2019年、片瀬初葉[186]） - 第2巻発売記念の第1・2巻アニメイト限定特典シリアルコード
- ふたりべや（2019年 - 2020年、川和桜子） - 第7・8巻メロンブックス限定版特典
- 主役の初体験、私が奪っちゃいました（2021年、リプリー）
- ホーリーアンデッド1 〜非モテでぼっちの死霊術士が、聖女に転生してお友達を増やします〜（2023年、ネビュロス[187]）

### 吹き替え
- スーパーモンスターズ (ロッキー)
- おっはよー!アンクル・グランパ (プリンセス・スパークル・ホース)

### ナレーション
- スマホエクササイズ〜1日3分アベマ体操〜 #51-（2018年4月 - 、AbemaTV）[188][189]
- 佃煮のりお3rdミニアルバム 『ぼくのしーくれっと』（2018年）[190]
- FC町田ゼルビアをつくろう〜ゼルつく〜 #30#31（2020年9月18日、AbemaTV）[191]
- かまいガチ（2021年11月12日、テレビ朝日）
- マヂラブの長崎乗り継ぎの旅!（2023年2月18日、長崎放送）
- 令和版 虎の穴〜そこに飛び込む理由〜（2023年9月30日、日本テレビ）

### ラジオ
※はインターネット配信。
- ポリケロこんじゃく（ラジオ大阪・音泉※）アシスタント
- Webラジオペースメーカー（OH☆TV※・HiBiKi Radio Station※）告知お姉さん[192]
- AGC38 WebRadioStation（2011年 - 2012年、AGC38公式サイト※・ ニコニコ動画 AGC38ちゃんねる[193]※）
- 霜科生徒会のひめゴトラジオ（2014年、音泉※）パーソナリティ[194]
- なないろラジオガールズREPEAT（2015年、YouTube※・音泉※・HiBiKi Radio Station※・アニメイトTV※）回替わりパーソナリティ
- なりあ☆がーるずの生でラジオもつくるさま（2016年 - 2017年、ニコニコ生放送※）
- なつきゆうきのアカリコメンド!「アカシックリコード」（2016年 - 2017年、文化放送・超!A&G+※）
- 小林さんちのイシュカン・ラジオ（2016年 - 2017年、音泉※）[195]
- 桑原由気のradioclub.jp（2017年、かつしかFM）
- 桑原由気と本渡楓のパリパリパーリィ☆（2017年 - 2025年、ラジオ関西）[196]
- くわちゃん・モブさんの木曜22時!（2017年 - 2018年、かつしかFM）[197][198]
- 「温泉むすめ」ぷれぜんつ的なうぇぶらじお!みみぽか!!〜ゆーも遊びに来ちゃいなYOH!〜（2017年 - 2019年、アニメイトタイムズ※）
- 桑原由気のAこえ（2017年 - 2018年、AbemaTV※）[199]
- 東放学園映画専門学校 presents 大久保瑠美・桑原由気 まなべる!ライトノベル!（2018年 - 2023年、超!A&G+※）[200][201][202][203]
- 佃煮のりおと桑原由気のナイショの話!?（2018年、マンガPark※）[204]
- 桑原由気と面白い人たちのらじお（2020年 - 2021年、超!A&G+・AG-ON Premium※）[205]
- ファンタジア・リビルド エンデと理乃の「愛した世界を紡ぐラジオ」（2020年 - 2021年、音泉※）[206]
- 神達に拾われた男 田所あずさと桑原由気の異世界スローラジオ（2020年 - 2021年、超!A&G+※）[207]
- ゆうか・ゆうきのAll Around Search（2022年 - 、超!A&G+※）[208]
- 神達に拾われた男 田所あずさと桑原由気の異世界スローラジオ2（2023年 - 、超!A&G+※）

### ラジオCD
- ラジオCD「俺がお嬢様学校に「庶民サンプル」としてゲッツされたラジオ」Vol.1 - 2 （2016年）
- ラジオCD「小林さんちのイシュカン・ラジオ」ちょろゴンず（2017年）

### テレビ番組
※はインターネット配信。
- スマホゲー女子部（仮）（2015年 - 2016年、YouTube※）[209]
- ロストゼロ候補生のラジスタ♪（2015年 - 2019年、ニコニコ生放送※[210]）
- まりんか くわちゃん のコタツあそび（2016年 - 2018年、ニコニコ生放送※）[211]
- 桑原由気&小野早稀のヲタクな日々！（2017年 - 2019年、ニコニコ生放送※）[212]
- 平日深呼吸。（2019年 - 、AT-X）[213]
- TYPE-MOON TIMES（2021年、YouTube※）[214]
- 桑原由気・青木佑磨のおしゃべりな本棚＠Live!（2022年 - 、YouTube※）[215]

### テレビドラマ
- 東京全力少女 2・6話（2012年、日本テレビ）
- パーフェクト・ブルー（2012年、TBS）
- So long!（2013年、日本テレビ）エキストラ
- 金曜プレステージ『黒の滑走路3』（2013年、フジテレビ）

### CM・PV
- シオノギ製薬「クッションコレクト （食事編、旅行編）」CM（2014年、娘〈顔出し出演〉[216][217]）
- のけもの王子とバケモノ姫 音声付きスペシャルPV（2019年、ベルトリーチェ）[218]
- 恋する(おとめ)の作り方 第1巻発売記念PV（2020年、日浦美果）
- スーパーコンピュータ「富嶽」のある計算機室を見てみよう（2020年、ふがくん[219]）

### 映像商品
- Tokyo 7th シスターズ 1st Anniversary Live Blu-ray/DVD『 t7s 1st Anniversary Live in Zepp Tokyo 15'→34'「H-A-J-I-M-A-L-I-V-E-!!」』（2015年10月）[220]
- Tokyo 7th シスターズ 2nd Live Blu-ray『t7s 2nd Anniversary Live 16'→30'→34' -INTO THE 2ND GEAR-』（2017年1月）[221]
- t7s 3rd Anniversary Live 17'→XX -CHAIN THE BLOSSOM- in Makuhari Messe（2017年9月）[222]
- 温泉むすめ SPRiNGS 2nd LIVE BD NOW ON☆SENSATION!! Vol.2 〜聖夜にワッチョイナ!!〜（2018年4月）[223]
- 温泉むすめ 3rd LIVE “NOW ON☆SENSATION!! Vol.3”〜ワイワイワッチョイナ!!〜（2018年12月）[224]
- Tokyo 7th Sisters Memorial Live in NIPPON BUDOKAN “Melody in the Pocket”（2019年2月）[225]
- t7s 4th Anniversary Live -FES!! AND YOUR LIGHT- in Makuhari Messe（2019年7月）[226]
- かやたんに夢中!（2019年）[227][228]
- ぱるぱるフレンドパーク（2019年）[229]
- t7s 5th Anniversary Live -SEASON OF LOVE- in Makuhari Messe（2020年3月）[230]

### 舞台
- LIAR GAME murder mystery『爆発廃工場 〜犯人の挑戦状〜』『首切りホテル 〜最後の夜宴〜』（2024年6月11日、飛行船シアター）[231]

### その他コンテンツ
- メディアミックスプロジェクト『AGC38』（2010年、夏原里美[8]）
- 書籍『声優なれるかな？』（2015年7月、逸架ぱずる・著、KADOKAWA〈メディアファクトリー〉、ISBN 978-4-04-067733-0） - 原案協力
- メディアミックスプロジェクト『CHIKA☆CHIKA IDOL』（2016年、裕木澄[232]）
- シチュエーションボイス『おおきい後輩は好きですか?』（2020年、大森さん[233]）
- オーディオブック『青年のための読書クラブ』（2020年、朗読[234]）
- メディアミックスプロジェクト『Project:;COLD』（2020年、綾城奈々乃[235]）
- 3D博物館アプリWorldMuseum『夏のプラネタリウム』（2022年、ナレーション）[236]
- パチンコ『Pフィーバーありふれた職業で世界最強』（2023年、ユエ）
- パチスロ『Lパチスロ ありふれた職業で世界最強』（2025年、ユエ）

## ディスコグラフィ

### キャラクターソング
| 発売日   | 商品名                                                                   | 歌                                                                                               | 楽曲                                                                                          | 備考                                                            |
| 2011年   | 2011年                                                                   | 2011年                                                                                           | 2011年                                                                                        | 2011年                                                          |
| -------- | ------------------------------------------------------------------------ | ------------------------------------------------------------------------------------------------ | --------------------------------------------------------------------------------------------- | --------------------------------------------------------------- |
| 7月15日  | それって♥だからね！                                                      | AGC38                                                                                            | 「それって♥だからね！」                                                                       | 『AGC38』テーマソング                                           |
| 10月26日 | メロコア女子流                                                           | BUNNY THE PARTY feat.AGC38                                                                       | 「LOVEマシーン」                                                                              | 『AGC38』関連曲                                                 |
| 2012年   |                                                                          |                                                                                                  |                                                                                               |                                                                 |
| 4月18日  | およげ！たいやきくん by AGC38 feat. 東京ブラススタイル                   | AGC38 feat.東京ブラススタイル                                                                    | 「およげ！たいやきくん」 「およげ！たいやき ヤキヤキ音頭」                                    | 『AGC38』関連曲                                                 |
| 2014年   |                                                                          |                                                                                                  |                                                                                               |                                                                 |
| 12月28日 | t7s Longing for summer                                                   | サンボンリボン                                                                                   | 「たいくつりぼん」                                                                            | アプリゲーム『Tokyo 7th シスターズ』関連曲                      |
| 2015年   |                                                                          |                                                                                                  |                                                                                               |                                                                 |
| 5月20日  | H-A-J-I-M-A-L-B-U-M-!!                                                   | 777☆SISTERS                                                                                      | 「H-A-J-I-M-A-R-I-U-T-A-!!」 「Cocoro Magical」 「KILL☆ER☆TUNE☆R」                            | アプリゲーム『Tokyo 7th シスターズ』関連曲                      |
| 5月20日  | H-A-J-I-M-A-L-B-U-M-!!                                                   | サンボンリボン                                                                                   | 「Clover×Clover」                                                                             | アプリゲーム『Tokyo 7th シスターズ』関連曲                      |
| 7月29日  | 僕らは青空になる/FUNBARE☆RUNNER                                          | 777☆SISTERS                                                                                      | 「僕らは青空になる」 「FUNBARE☆RUNNER」                                                       | アプリゲーム『Tokyo 7th シスターズ』関連曲                      |
| 12月9日  | Snow in "I love you"                                                     | 777☆SISTERS                                                                                      | 「Snow in "I love you"」                                                                      | アプリゲーム『Tokyo 7th シスターズ』関連曲                      |
| 2016年   |                                                                          |                                                                                                  |                                                                                               |                                                                 |
| 6月29日  | Are You Ready 7th-TYPES??                                                | サンボンリボン                                                                                   | 「セカイのヒミツ」                                                                            | アプリゲーム『Tokyo 7th シスターズ』関連曲                      |
| 8月24日  | We are なりあ☆がーるず                                                   | なりあ☆がーるず                                                                                  | 「We are なりあ☆がーるず」                                                                    | テレビアニメ『魔法少女?なりあ☆がーるず』オープニングテーマ      |
| 8月24日  | We are なりあ☆がーるず                                                   | なりあ☆がーるず                                                                                  | 「めざせ! 国民的キャラ」                                                                      | テレビアニメ『魔法少女?なりあ☆がーるず』エンディングテーマ      |
| 11月25日 | 灼熱スイッチ                                                             | 雀が原中学卓球部                                                                                 | 「灼熱スイッチ」                                                                              | テレビアニメ『灼熱の卓球娘』オープニングテーマ                  |
| 11月25日 | 灼熱スイッチ                                                             | 雀が原中学卓球部                                                                                 | 「V字上昇Victory」                                                                            | テレビアニメ『灼熱の卓球娘』関連曲                              |
| 2017年   |                                                                          |                                                                                                  |                                                                                               |                                                                 |
| 1月25日  | 灼熱の卓球娘 ダブルスソングシリーズ2 ハナビ&ほくと                       | 天下ハナビ（高野麻里佳）、出雲ほくと（桑原由気）                                                 | 「ミッションインパクト」 「雀が原中学校校歌」                                                 | テレビアニメ『灼熱の卓球娘』関連曲                              |
| 2月8日   | イシュカン・コミュニケーション                                           | ちょろゴンず                                                                                     | 「イシュカン・コミュニケーション」                                                            | テレビアニメ『小林さんちのメイドラゴン』エンディングテーマ      |
| 2月8日   | イシュカン・コミュニケーション                                           | ちょろゴンず                                                                                     | 「A DAY IN THE DRAGON'S LIFE」                                                                | テレビアニメ『小林さんちのメイドラゴン』関連曲                  |
| 2月22日  | 灼熱の卓球娘 ユニットソングシリーズ1 こより&あがり&ほくと                | 旋風こより（花守ゆみり）、上矢あがり（田中美海）、出雲ほくと（桑原由気）                         | 「ピンポンパンポンレスポンス」 「成長期STARS」                                                | テレビアニメ『灼熱の卓球娘』関連曲                              |
| 3月15日  | 小林さんちのメイ曲集                                                     | トール（桑原由気）                                                                               | 「オムライスとLoveの定義」                                                                    | テレビアニメ『小林さんちのメイドラゴン』関連曲                  |
| 3月15日  | 小林さんちのメイ曲集                                                     | トール（桑原由気）、カンナ（長縄まりあ）                                                         | 「おうちかえろ」                                                                              | テレビアニメ『小林さんちのメイドラゴン』関連曲                  |
| 3月15日  | 小林さんちのメイ曲集                                                     | トール（桑原由気）、エルマ（高田憂希）                                                           | 「○●つけまSHOW?!」                                                                            | テレビアニメ『小林さんちのメイドラゴン』関連曲                  |
| 3月24日  | 灼熱の卓球娘 BD・DVD第4巻初回生産限定版特典CD                            | 出雲ほくと（桑原由気）                                                                           | 「Get Over」                                                                                  | テレビアニメ『灼熱の卓球娘』関連曲                              |
| 4月19日  | t7s Longing for summer Again And Again 〜ハルカゼ〜                      | 777☆SISTERS                                                                                      | 「ハルカゼ〜You were here〜」                                                                 | ゲーム『Tokyo 7th シスターズ』関連曲                            |
| 7月26日  | ユノハナプロローグ                                                       | SPRiNGS                                                                                          | 「未来イマジネーション！」 「70億分の9の奇跡」 「青春サイダー」 「Ambition」 「粉雪フレンズ」 | 『温泉むすめ』関連曲                                            |
| 7月26日  | 追憶カレイドスコープ                                                     | SPRiNGS                                                                                          | 「純情-SAKURA-」 「さよなら花火」                                                             | 『温泉むすめ』関連曲                                            |
| 7月26日  | 追憶カレイドスコープ                                                     | SPicA                                                                                            | 「おはようジャポニカ」                                                                        | 『温泉むすめ』関連曲                                            |
| 8月13日  | スタートライン/STAY☆GOLD                                                 | 777☆SISTERS                                                                                      | 「スタートライン」 「STAY☆GOLD」                                                              | ゲーム『Tokyo 7th シスターズ』関連曲                            |
| 11月15日 | Hop Step Jump!                                                           | SPRiNGS                                                                                          | 「Hop Step Jump!」 「おんくり」                                                               | 『温泉むすめ』関連曲                                            |
| 2018年   |                                                                          |                                                                                                  |                                                                                               |                                                                 |
| 7月4日   | THE STRAIGHT LIGHT                                                       | サンボンリボン                                                                                   | 「14歳のサマーソーダ」                                                                        | ゲーム『Tokyo 7th シスターズ』関連曲                            |
| 10月10日 | MELODY IN THE POCKET                                                     | 777☆SISTERS                                                                                      | 「MELODY IN THE POCKET」                                                                      | ゲーム『Tokyo 7th シスターズ』関連曲                            |
| 2019年   |                                                                          |                                                                                                  |                                                                                               |                                                                 |
| 4月17日  | 百華繚乱                                                                 | 加州清光（桑原由気）、瓶割刀（高野麻里佳）、狐ヶ崎為次（谷口夢奈）、三十二年式軍刀甲（鬼頭明里） | 「GO DIVE!」                                                                                  | ゲーム『天華百剣 -斬-』関連曲                                   |
| 5月29日  | トリカゴ スクラップマーチ キャラクターソングUNIT4 苦伝『鳥籠枯れすゝき』 | 流浪忍道                                                                                         | 「苦伝『鳥籠枯れすゝき』」                                                                    | ゲーム『トリカゴ スクラップマーチ』関連曲                       |
| 6月19日  | NATSUKAGE -夏陰-                                                         | 777☆SISTERS                                                                                      | 「NATSUKAGE -夏陰-」 「夏のビードロ☆シンフォニー」                                            | ゲーム『Tokyo 7th シスターズ』関連曲                            |
| 10月16日 | 温泉むすめコンプリートアルバム Vol.1                                     | SPRiNGS                                                                                          | 「湯夢色バトン」                                                                              | 『温泉むすめ』関連曲                                            |
| 10月16日 | 温泉むすめコンプリートアルバム Vol.3                                     | 有馬楓花（桑原由気）                                                                             | 「あ・り・ま・す・か？」                                                                      | 『温泉むすめ』関連曲                                            |
| 11月20日 | Torchlight〜夢の灯り〜                                                   | KiraraQuintet                                                                                    | 「Torchlight〜夢の灯り〜」                                                                    | ゲーム『きららファンタジア』主題歌                              |
| 12月4日  | ありふれた職業で世界最強 キャラソンミニアルバム                          | ユエ（桑原由気）                                                                                 | 「金色に染まる夜明け」                                                                        | テレビアニメ『ありふれた職業で世界最強』挿入歌                  |
| 2020年   |                                                                          |                                                                                                  |                                                                                               |                                                                 |
| 2月12日  | Fall in Love                                                             | SEASON OF LOVE                                                                                   | 「Fall in Love」                                                                              | ゲーム『Tokyo 7th シスターズ』関連曲                            |
| 2月12日  | Fall in Love                                                             | コドモ連合                                                                                       | 「コドーモ・デ・ヒーロ」                                                                      | ゲーム『Tokyo 7th シスターズ』関連曲                            |
| 11月25日 | Across the Rainbow                                                       | 777☆SISTERS                                                                                      | 「Across the Rainbow」 「リボン」                                                             | ゲーム『Tokyo 7th シスターズ』関連曲                            |
| 11月25日 | Across the Rainbow                                                       | 777☆SISTERS                                                                                      | 「Departures -あしたの歌-」                                                                   | アニメ『Tokyo 7th シスターズ -僕らは青空になる-』主題歌         |
| 12月23日 | 荒野のコトブキ飛行隊 大空のテイクオフガールズ！ チームソングミニアルバム | カナリア自警団                                                                                   | 「ことりのマーチ」                                                                            | ゲーム『荒野のコトブキ飛行隊 大空のテイクオフガールズ！』関連曲 |
| 12月23日 | ド級編隊エグゼロス BD・DVD第4巻特典CD                                    | 天空寺宙（桑原由気）                                                                             | 「キミはハンモック」                                                                          | テレビアニメ『ド級編隊エグゼロス』関連曲                        |
| 2021年   |                                                                          |                                                                                                  |                                                                                               |                                                                 |
| 7月14日  | めいど・うぃず・どらごんず︎♥                                              | スーパーちょろゴンず                                                                             | 「めいど・うぃず・どらごんず︎♥」                                                               | テレビアニメ『小林さんちのメイドラゴンS』エンディングテーマ     |
| 7月14日  | めいど・うぃず・どらごんず︎♥                                              | スーパーちょろゴンず                                                                             | 「愛のシュプリーム！」                                                                        | テレビアニメ『小林さんちのメイドラゴンS』関連曲                 |
| 9月22日  | メイドラゴンたちの日常                                                   | スーパーちょろゴンず                                                                             | 「THE DRAGON KING」                                                                           | テレビアニメ『小林さんちのメイドラゴンS』関連曲                 |
| 9月22日  | L・O・V・E                                                               | スーパーちょろゴンず                                                                             | 「青空のラプソディ」                                                                          | テレビアニメ『小林さんちのメイドラゴンS』関連曲                 |
| 9月22日  | L・O・V・E                                                               | 小林さん（田村睦心）、トール（桑原由気）、イルル（嶺内ともみ）                                   | 「GIVE ME LOVE」                                                                              | テレビアニメ『小林さんちのメイドラゴンS』関連曲                 |
| 9月22日  | L・O・V・E                                                               | トール（桑原由気）、エルマ（高田憂希）、ルコア（髙橋ミナミ）                                     | 「I love your love,my love」                                                                  | テレビアニメ『小林さんちのメイドラゴンS』関連曲                 |
| 9月22日  | L・O・V・E                                                               | トール（桑原由気）                                                                               | 「めいど・うぃず・どらごんず︎♥」                                                               | テレビアニメ『小林さんちのメイドラゴンS』関連曲                 |
| 9月29日  | イシュカン・ミュージックS                                                | トール（桑原由気）                                                                               | 「イシュカン♥リレーションシップ」                                                             | テレビアニメ『小林さんちのメイドラゴンS』エンディングテーマ     |
| 2022年   |                                                                          |                                                                                                  |                                                                                               |                                                                 |
| 6月28日  | 陽だまりの世界地図                                                       | 「SEASON OF LOVE                                                                                 | 「陽だまりの世界地図」                                                                        | ゲーム『Tokyo 7th シスターズ』関連曲                            |